# كوتولوفاريون (إراكليون)
كوتولوفاريون (Κουτουλουφάριον) قرية تابعة لبلدية خيرسونيسوس في مقاطعة إيراكليون في جزيرة كريت. كانت تنتمي إلى مقاطعة بيديادوس.
تقع عند السفح الشمالي لتل بيرجيا وتبعد 28.9 كم من هيراكليون. المهنة الرئيسية للسكان هي زراعة الخضروات المبكرة، وخاصة الطماطم، في الصوبات البلاستيكية (توجد في أنيساراس). وفي السنوات الأخيرة تمت زراعة الزهور وخاصة القرنفل التي يتم تصديرها للخارج، كما يعمل السكان في السياحة ويوجد بالمنطقة العديد من الفنادق والمطاعم والمحلات التجارية.

## البيانات التاريخية
ذكرت كوتولوفاري في قائمة قرى كريت من قبل فرانشيسكو باروزي عام 1577 باسم Catafari metochio وفي قائمة باسيليكاتا باسم Cutrufari.
تم ذكر مستوطنة اسمها زامبانيانا مكانها يبلغ عدد سكانها 62 نسمة المذكور في وثيقة من 1271، وهي قرية موجودة أيضًا على خريطة فينشبنزو ماريا كورونيلي. هذه المستوطنة غير موجودة اليوم.
الكنيسة الرئيسية في القرية هي كنيسة أجيوس فاسيليوس. توجد كنيسة أجيوس نيكولاوس الصغيرة شمال شرق القرية قرب البحر، التي بنيت على أنقاض كنيسة مسيحية قديمة. يوجد أيضًا فندق سياحي بالجوار.